# Compagnie des chemins de fer électriques veveysans
La Compagnie des chemins de fer électriques veveysans (CEV) a construit et exploité un réseau de chemins de fer à voie métrique dans la région de Vevey, dans le canton de Vaud en Suisse, entre 1902 et 2001.

## Histoire
La compagnie fut créée à Vevey, le 25 novembre 1901 et disparait en 2001, fusionnant avec  la société anonyme  Transports Montreux-Vevey-Riviera, dont le siège est à Montreux.
En 1966, le 22 mai, la ligne de Blonay à Chamby est supprimée puis exploitée par Chemin de fer-musée Blonay-Chamby. La ligne de Saint-Légier à Châtel-Saint-Denis est supprimée le 31 mai 1969. Le réseau se limite alors à une seule ligne allant de Vevey à Blonay et aux Pléaïdes. Cette ligne va être modernisée à partir de 1970.
En 1991, la compagnie CEV souhaite exploiter quotidiennement la section Blonay - Chamby. Une autorisation lui est accordée en 1993

## Le réseau

### Les lignes
- Vevey - Saint Légier - Blonay - Chamby, (8,67km), ouverture le 1er October 1902,
- Saint-Légier - Châtel-Saint-Denis, (7,4km), ouverture le 2 avril 1904,
- Blonay - Les Pléiades, (4,79km), ouverture le 8 juillet 1911 (section à crémaillère)

### Gares de jonction
- Gare de Vevey avec les chemins de fer fédéraux CFF
- Gare de Châtel-Saint-Denis avec les chemins de fer de la Gruyère (GFM)
- Gare de Blonay avec le chemin de fer Clarens–Chailly–Blonay
- Gare de Chamby avec le chemin de fer Montreux - Oberland Bernois (MOB)

## Matériel roulant
Matériel d'origine
- automotrice à 2 essieux n°1 et 2 et 11
- automotrices à bogies n° 101 à 104,
- automotrices à bogies n° 105,
- locomotives à crémaillère n° 1 à 3
- voitures voyageurs avec compartiment fourgon à 2 essieux, BD 201 et 202,
- voitures voyageurs à 2 essieux, C 203 à 206,

Voir état complet du matériel sous  Chemins de fer électriques veveysans